# Карнин (Западна Померанија)
Карнин (њем. Karnin) град је у њемачкој савезној држави Мекленбург-Западна Померанија. Једно је од 64 општинска средишта округа Нордфорпомерн. Према процјени из 2010. у граду је живјело 241 становника. Посједује регионалну шифру (AGS) 13057043.

## Географски и демографски подаци
Карнин се налази у савезној држави Мекленбург-Западна Померанија у округу Нордфорпомерн. Град се налази на надморској висини од 5 метара. Површина општине износи 12,4 km². У самом граду је, према процјени из 2010. године, живјело 241 становника. Просјечна густина становништва износи 19 становника/km².